# Froid comme la mort
Cet article possède un paronyme, voir Froid comme l'amour.
Pour plus de détails, voir Fiche technique et Distribution.
Froid comme la mort (Dead of Winter) est un film américain réalisé par Arthur Penn, sorti en 1987. Il s'agit d'un libre remake du film My Name Is Julia Ross sorti en 1945.

## Synopsis
La nuit du jour de l'an, une femme qui attend dans sa voiture, un sac rempli de billets de banque, se fait étrangler par un tueur. Celui-ci lui coupe un doigt.
Katie McGovern, une actrice au chômage qui partage son appartement avec son compagnon Rob et son frère étudiant Roland, s'en va passer une audition. M. Murray, qui doit choisir une actrice, semble enchanté de lui proposer de tourner un bout d'essai pour convaincre le réalisateur. Il l'emmène dans la demeure isolée du producteur, un vieil homme en fauteuil roulant, le docteur Lewis, pour qu'elle y joue une scène. Ce dernier lui explique qu'elle remplace une actrice qui a fait une dépression, Julie Rose, et à qui elle ressemble trait pour trait. M. Murray lui coupe et lui teint les cheveux pour que la ressemblance soit totale.
Après avoir tourné la scène, qui semble issue d'un thriller, Katie McGovern découvre des photos de Julie Rose morte. Lewis lui avoue que cette dernière s'est suicidée. Mais ensuite, Katie voit qu'on a mis à brûler ses papiers d'identité dans l'âtre. Elle découvre aussi que si le téléphone ne marche pas, ce n'est pas à cause de la tempête de neige, mais parce qu'on a coupé les fils. Elle tente alors de s'échapper.

## Fiche technique
- Titre français : Froid comme la mort
- Titre original : Dead of Winter
- Réalisation : Arthur Penn
- Scénario : Marc Shmuger & Mark Malone, d'après le roman The Woman in Red d'Anthony Gilbert
- Musique : Richard Einhorn
- Photographie : Jan Weincke
- Montage : Rick Shaine
- Production : John Bloomgarden & Marc Shmuger
- Société de production et de distribution : Metro-Goldwyn-Mayer
- Pays :  États-Unis
- Langue : Anglais
- Format : Couleur - Dolby Stéréo - 35 mm - 1.85:1
- Genre : Thriller
- Durée : 100 min

## Distribution
- Mary Steenburgen  (VF : Annie Balestra)  : Katie McGovern / Evelyn /Julie Rose
- Jan Rubes : Dr Joseph Lewis
- Roddy McDowall : M. Murray
- William Russ  (VF : Mario Santini)  : Rob Sweeney
- Mark Malone : Roland McGovern
- Ken Pogue : L'officier Mullavy
- Wayne Robson : L'officier Huntley